# Pierre Laigle
Pierre Laigle (født 9. september 1970 i Auchel, Frankrig) er en fransk tidligere fodboldspiller (midtbane).
Laigle spillede størstedelen af sin karriere i hjemlandet, hvor han blandt andet tilbragte seks år hos RC Lens og tre år hos Olympique Lyon. Han vandt både et fransk mesterskab og en udgave af pokalturneringen Coupe de la Ligue med Lyon.
I perioden 1996-97 spillede Laigle desuden otte kampe for det franske landshold. Han var med i den franske bruttotrup til VM 1998 på hjemmebane, men blev i sidste ende ikke udtaget til turneringen, hvor franskmændene endte med at blive verdensmestre.

## Titler
Ligue 1
- 2002 med Olympique Lyon

Coupe de la Ligue
- 2001 med Olympique Lyon